# Rotació impròpia

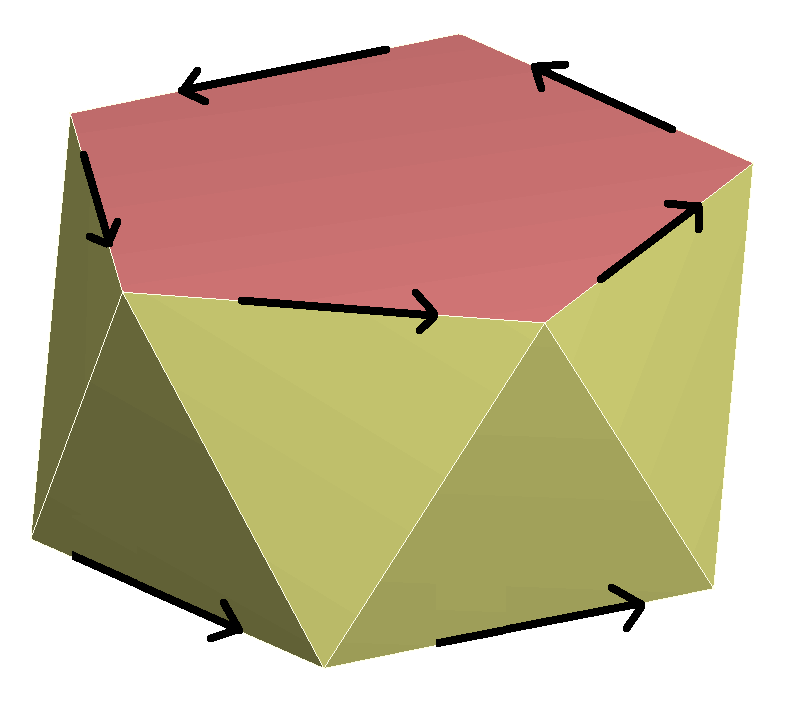
Un antiprisma pentagonal amb les vores marcades mostra simetria rotoreflexional, amb un ordre 10.

En geometria, una rotació impròpia, també anomenada rotoreflexió o reflexió rotativa és, segons el context, una transformació lineal o una transformació afí resultant de la combinació d'una rotació sobre un eix i d'una reflexió perpendicular al pla del mateix eix.
En 3 dimensions, és equivalent a la combinació d'una rotació i una inversió en l'eix, també anomenada rotoinversió o inversió rotativa. Una simetria tridimensional que té només un punt fix d'isometria és necessàriament una rotació impròpia. En ambdós casos les operacions commuten. Rotoreflexió i rotoinversió són iguals si difereixen de 180° en angle de rotació i el punt d'inversió és en el pla de reflexió.
Una rotació impròpia d'un objecte produeix doncs una rotació de la seva imatge de mirall. L'eix és anomenat l'eix de rotació-reflexió . Si l'angle de rotació és 360°/n s'anomena una rotació n-cops impròpia. La notació Sn (S per "Spiegel", alemany per mirall) denota el grup de simetria generat per una rotació n-cops impròpia. La notació {\displaystyle {\bar {n}}} és utilitzada per a una rotoinversió, i.e. rotació per un angle de rotació de 360°/n amb inversió. La notació de Coxeter per a S2n és [2n+,2+], i la notació d'orbifold és n×. En un sentit més ample, una "rotació impròpia" pot ser definida com qualsevol isometria indirecta, i.e., un element de E(3)\E+(3) (grup Euclidià): una reflexió pura en un pla, o una reflexió lliscada. Una isometria indirecta és una transformació afí amb una matriu ortogonal de determinant −1.
Una rotació pròpia és una rotació normal. En el sentit més ample, una "rotació pròpia" és definida com una isometria directa, i.e., un element de E+(3): la identitat, una rotació amb una translació al llarg de l'eix, o una translació pura. Una isometria directa és una transformació afí amb una matriu ortogonal de determinant 1.
La composició de dues rotacions impròpies és una rotació pròpia, i la composició d'una rotació pròpia i impròpia és una rotació impròpia.
Quan s'estudia la simetria d'un sistema físic sota una rotació impròpia (p. ex., si un sistema té un pla de simetria de mirall), és important distingir entre vectors i pseudovectors (així com escalars i pseudoscalars, i en general entre tensors i pseudotensors), car es transformen de forma diferent sota rotacions pròpies i impròpies (en 3 dimensions, els pseudovectors són invariants sota inversió).